# Kepler-47 (AB)d
Kepler-47 (AB)d è un pianeta extrasolare circumbinario che orbita attorno a Kepler-47, una stella binaria situata nella costellazione del Cigno, distante circa 3420 anni luce circa dal sistema solare. Il pianeta è l'ultimo che è stato scoperto nel sistema; venne individuato già nel 2013, ma è stato confermato solo nel 2019.
Il sistema binario è formato da una nana gialla poco meno luminosa del Sole e da una più debole nana rossa che si trovano ad una distanza di appena 12,5 milioni di km l'una dall'altra, mentre il pianeta circumbinario orbita attorno ad entrambe in 187 giorni. 

## Caratteristiche
Il pianeta ha un raggio 7 volte quello terrestre ed è un gigante gassoso come gli altri pianeti del sistema, con una densità molto bassa. 
La distanza dalla coppia di stelle è di circa 0,7 UA e si trova quindi a orbitare tra i pianeti b e c, e come quest'ultimo si trova nella zona abitabile del sistema, anche se molto vicino al suo bordo interno. Un suo ipotetico satellite roccioso e di dimensioni terrestri potrebbe avere le condizioni per la presenza dell'acqua liquida in superficie, anche se ciò appare meno probabile rispetto al pianeta più esterno, più centrato nella zona abitabile delle coppia di stelle.